# Ritratto di un cavaliere di Malta
Il Ritratto di un cavaliere di Malta è un dipinto a olio su tela (80x64 cm) di Tiziano, databile al 1515 circa e conservato nella Galleria degli Uffizi a Firenze.

## Storia
Grazie al suo agente a Venezia Paolo del Sera, il cardinale Leopoldo de' Medici poté acquistare numerose opere di scuola veneta per abbellire le sue collezioni, confluite poi negli Uffizi. L'altro modo con cui molti dei capolavori veneti arrivarono a Firenze fu con la dote di Vittoria Della Rovere, ultima discendente dei duchi di Urbino maritata a Ferdinando II de' Medici. Il Ritratto di un cavaliere di Malta fa parte del primo nucleo, legato al collezionismo del cardinale, e fu pagato la somma considerevole di trecento piastre, a confermare che all'epoca era ritenuto senza dubbio opera autografa.
Nel 1677 fu esposto in Tribuna e nel 1709 fu registrato come di mano di Giorgione, come riporta anche una scritta sul retro della tela, e inviato a decorare la villa di Poggio a Caiano. Nel 1798, dopo vari passaggi tornò agli Uffizi.
Nell'Ottocento l'offuscamento dovuto a vernici ossidate ne rendeva difficile la lettura, e si registrarono varie oscillazioni attributive. Crowe, Cavalcaselle e Morelli sospesero il loro giudizio, Otto Mündler (1869) parlò di Pietro della Vecchia e Roberto Longhi di Paris Bordone; il resto della critica oscillava tra Giorgione e Tiziano.
Nel 1998 è stato restaurato da Stefano Scarpelli, recuperando una piena leggibilità. Da allora è riferito a Tiziano, con una datazione giovanile, legata a influenze giorgionesche.

## Descrizione e stile
Un giovane emerge a mezza figura da uno sfondo scuro. Ha la barba e i capelli lunghi secondo la moda del tempo, la veste nera aperta sulla camicia bianca e una croce argentata appuntata in petto, che ne chiarisce l'appartenenza all'ordine dei cavalieri di Malta. Il corpetto ha elaborati ricami argentei. Vicino al bordo del dipinto spunta la mano destra, che regge i grossi grani di un rosario.
Il volto risalta dallo sfondo e dalla cornice della capigliatura e della barba corvine, con uno sfumato delicato che ricorda l'opera di Giorgione. Tizianesca è invece la solida volumetria del personaggio e la perizia nel rendere i diversi riflessi dei materiali: dalla soffice stoffa lanosa dell'abito alla lucidità della camicia increspata da fitte pieghe; dalla morbidezza della peluria alla brillantezza del collare d'oro a più fili che pende sul petto, terminante in un pendente con perle e uno smeraldo, che richiama anche la croce di Malta.
Sull'ultimo grano del rosario si legge la cifra XXXV (35), che indica l'età dell'uomo al momento del ritratto. Proposte di identificazione con Stefano Colonna, il condottiero che guidò la resistenza repubblicana durante l'assedio di Firenze, furono avanzate dal Dickers (cit. in Cook, 1893) e accettate da parte della critica e messe in dubbio da altri; non si ha dopotutto alcuna notizia relativa al fatto che il Colonna fosse cavaliere.